# オードナンス QF 17ポンド砲

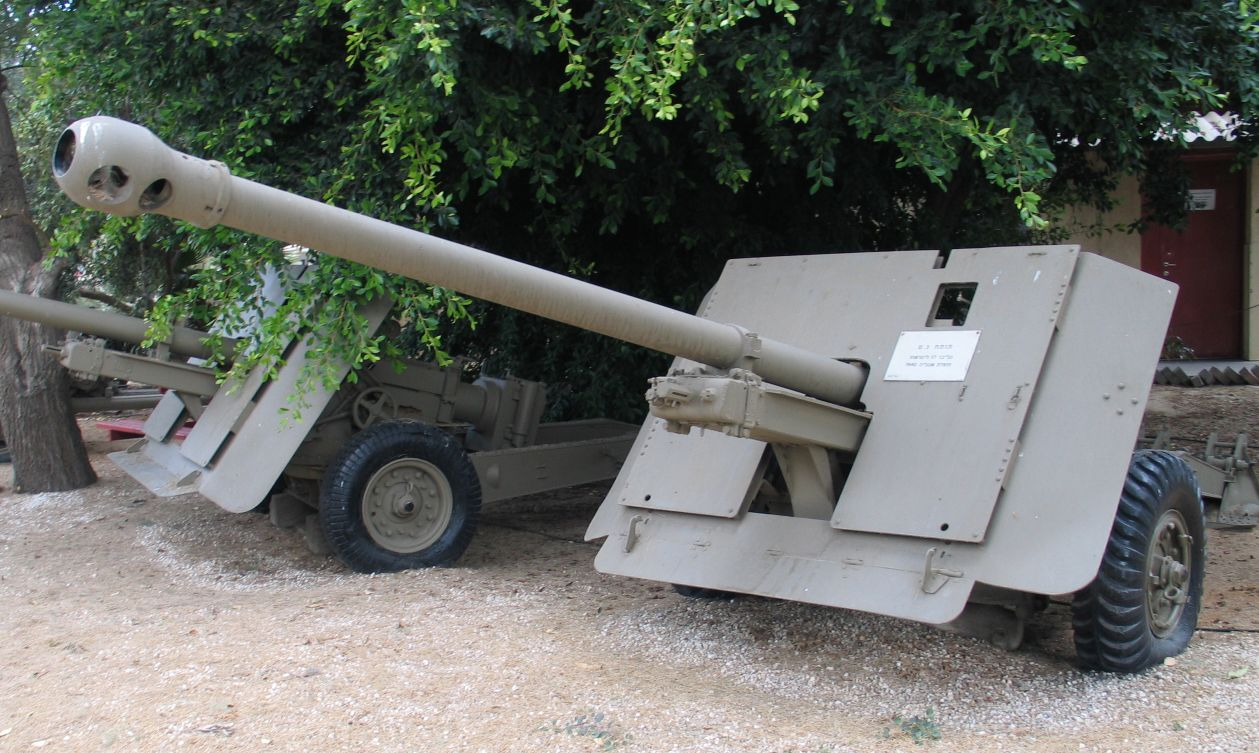
オードナンス QF 17ポンド砲
イスラエル国防軍歴史博物館の展示品

オードナンス QF 17ポンド砲（オードナンス QF 17ポンドほう、英: Ordnance Quick-Firing 17-pounder）は、第二次世界大戦中にイギリスが開発した対戦車砲であり、17ポンド対戦車砲とも呼ばれる。本砲は戦車砲としても使用され、連合国で最も優秀な対戦車攻撃力を有していた。

## 概要

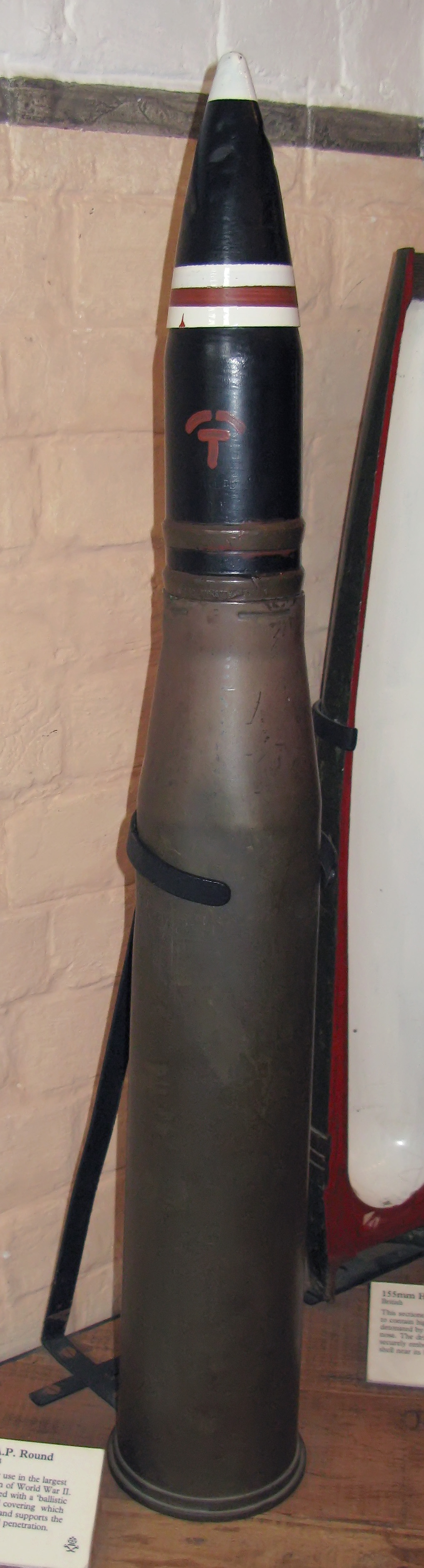
17ポンド砲の弾薬筒

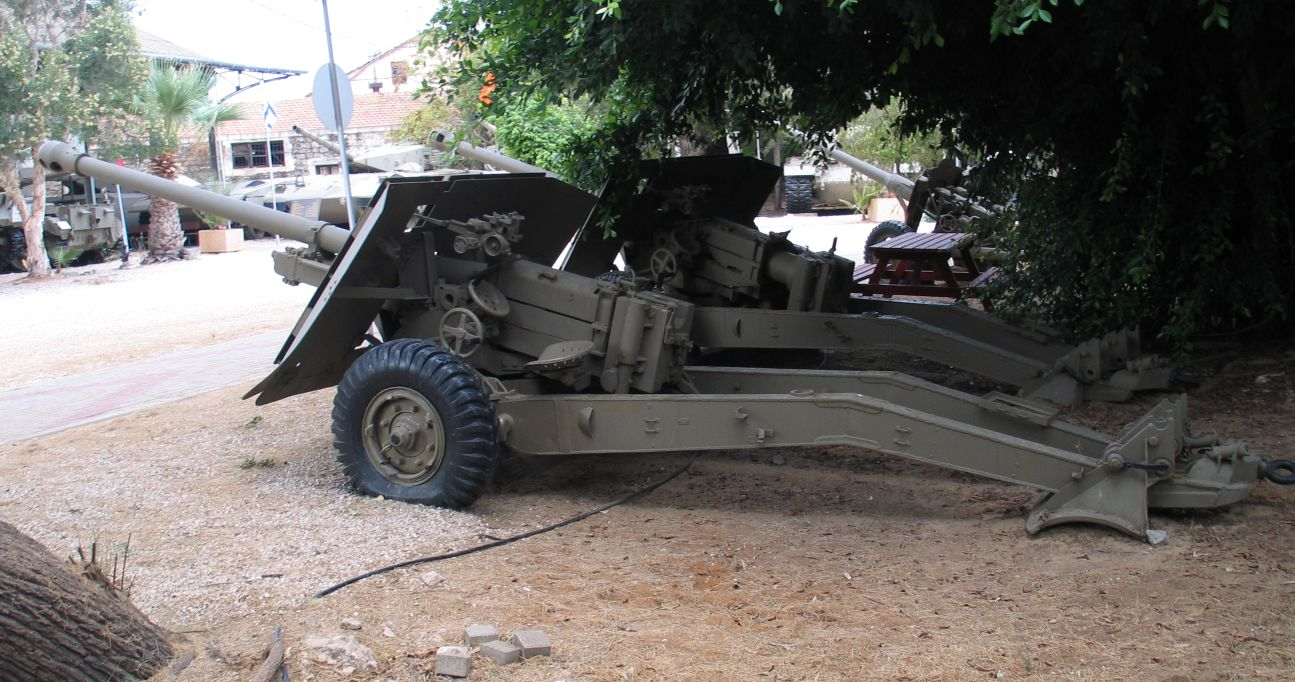
左側面から見たQF 17ポンド砲

マーケット・ガーデン作戦において確保したナイメーヘン橋防衛に配備されたQF 17ポンド砲

第二次世界大戦において、イギリス陸軍は2ポンド砲や6ポンド砲ではいずれドイツの戦車に対抗できなくなると考え、1940年末により高性能な対戦車砲の開発を開始した。本砲は1941年末に完成し、翌1942年春には生産ラインが完成し量産が開始された。砲本体の開発に対して砲架の開発が追い付いていなかったが、北アフリカ戦線にドイツがティーガーI重戦車を投入したので、これを撃破可能な本砲を大至急前線に送り込む必要が生じ、25ポンド砲の砲架と組み合わせた25/17ポンド砲が急遽製造され、1943年2月には実戦に投入された。
後に本砲専用の砲架が完成し、それと組み合わされた完全版の本砲はイタリア戦線やノルマンディー上陸作戦以降の西部戦線などヨーロッパの部隊に優先配備され実戦投入された。ビルマ戦線などの極東戦域で戦う部隊については、ジャングルでは大重量の火砲の移動に苦労することと、日本軍に本砲でなければ撃破不可能な戦車が存在しなかったことから配備されていない。
1944年9月には新型のAPDSが開発され、910m先の30°傾斜した192mmの装甲を貫通可能と第二次大戦中随一の高貫通力を誇ったが、装弾筒を均等なタイミングで分離させられないため遠距離での命中率が低く、傾斜装甲相手には跳弾を起こしやすいという欠点があったことから、従来型の徹甲弾も配備され続けた。また、前任の2ポンド砲や6ポンド砲が徹甲弾しか装備しておらず、これを装備した戦車が歩兵や対戦車砲などの軟目標に対して無力だったことへの反省から榴弾も当初から配備されていた。
本砲は前任の2ポンド砲や6ポンド砲と比べて嵩張る上に重量も3ｔを超え、軟弱地での牽引は車両が欠かせなかったため、歩兵部隊ではなく砲兵隊の対戦車砲部隊に配備された。また、高初速確保のため583mmもの長大な薬莢に大量の火薬を詰めたので、発砲時のマズルフラッシュが激しく目立ち易かった。
本砲は朝鮮戦争でも使用され、対戦車砲としてだけではなくトーチカなどを砲撃する直接火力支援にも使用されていた。

## 戦車砲として

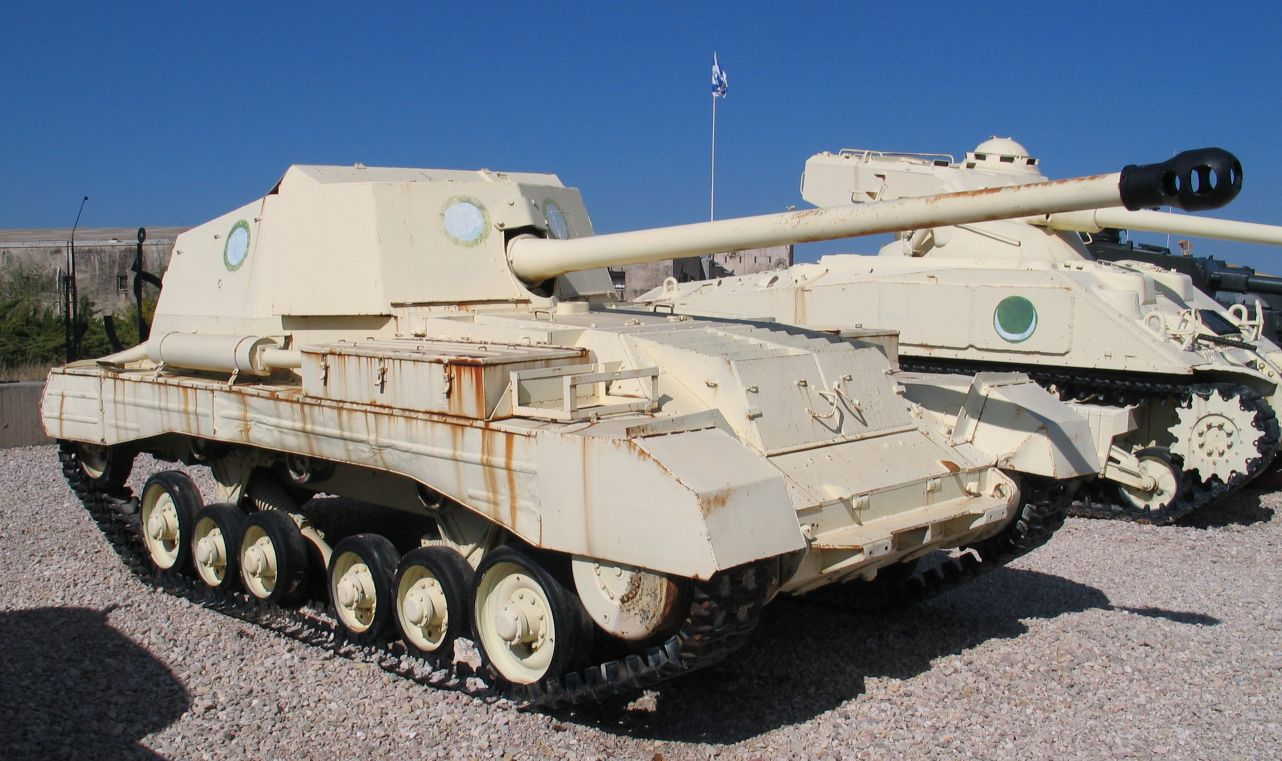
アーチャー対戦車自走砲
（ラトルン戦車博物館）

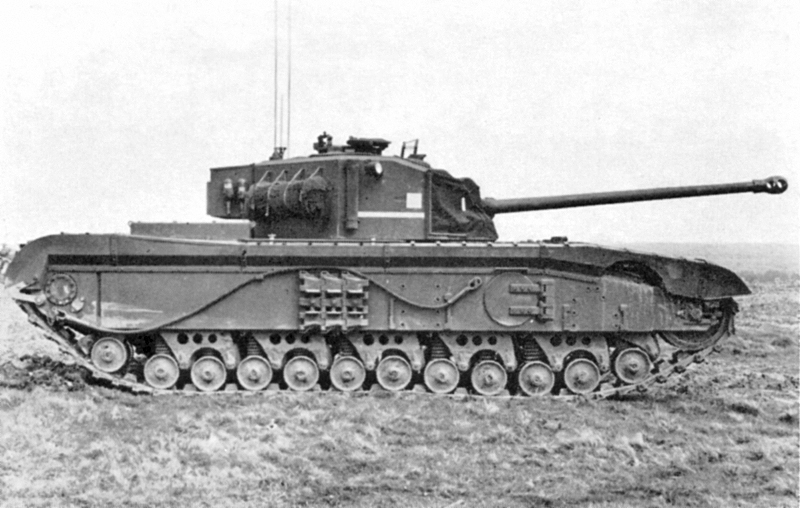
ブラックプリンス歩兵戦車

本砲は上記のように高い貫通力を持っていたので、イギリス軍では戦車砲としても使用する方針であった。しかし、イギリス軍の戦車は砲塔リングの直径が狭かったのでそのままでは本砲を搭載できず、砲塔や車体の新規設計を余儀なくされた。
そのために開発されたチャレンジャー巡航戦車は、各部の完成度が低く故障が多かったので評判が悪く、アメリカ合衆国からレンドリース供与されたM4シャーマン中戦車の75mm主砲を本砲に換装したシャーマン ファイアフライが主力となった。後には砲塔リング直径を拡大した新型のセンチュリオン戦車が開発されたが本格量産前に終戦となってしまい、朝鮮戦争の頃にはより大口径のオードナンス QF 20ポンド砲を搭載したMk,3が主力となっていた。
量産化には至っていないが、チャーチル歩兵戦車の拡大発展型であるブラックプリンス歩兵戦車も本砲を主砲として設計された。
本砲は戦車以外にも対戦車自走砲などにも搭載され、バレンタイン歩兵戦車の砲塔を撤去して本砲を搭載したアーチャー対戦車自走砲や、アメリカからレンドリース供与されたM10駆逐戦車の主砲を本砲に換装したアキリーズ駆逐戦車も製造されている。

### 77mm HV
本砲の派生形の中でも特徴的なのが、77mm HV（High Velocity=高初速砲）である。
77mm HVは、本砲用の弾頭とQF 3インチ 20cwt高射砲の薬莢を組み合わせた砲弾を使用する、いわば弱装17ポンド砲とでもいうべき砲である。火薬の量が少なくなったため装甲貫徹力がやや低下しているが、弾丸の全長も短くなり反動も穏やかになったので、戦車への搭載障壁が小さくなった。
なお、77mmという名称ではあるが、実際の弾頭径は76.2mmであるが、これは前述の17ポンド砲やM4シャーマン中戦車などで使用されていた76.2mm砲弾との互換性がなく混乱を防ぐために命名されたものである。
77mm HVは、コメット巡航戦車の主砲として採用されている。

## スペック
- 口径：76.2mm（3インチ）
- 全幅：2.2m
- 全高：1.6m
- 重量：3,048kg（3ロング・トン）
- 砲弾：76.2×583mmR弾
- 砲身長：4,191mm（55口径）
- 仰俯角：-6°～+16.5°
- 左右旋回角：60°
- 運用要員：5～6名
- 砲口初速：標準装薬 884m/s　強装 930m/s（被帽徹甲弾）1204m/s（APDS）
- 発射速度：20発/分（最大）10発/分（実用上）
- 射程：1,500m（有効射程）10,500m（最大射程）
- 運用期間：1943年～
- 生産総数：約15,000門

## 登場作品
『R.U.S.E.』
イギリスの対戦車砲として登場。